# سیارک ۵۴۹۱
سیارک ۵۴۹۱ (به انگلیسی: 5491 Kaulbach، نامگذاری:3128T-1) پنج هزار و چهارصد و نود و یکمین سیارک کشف شده‌است که در ۲۶ مارس ۱۹۷۱ کشف شد.
قدر مطلق سیارک برابر ۱۳٫۷۰ است.